# Paul Ravier
Pour les articles homonymes, voir Ravier.
Pas d'image ? Cliquez ici

a Compétitions nationales et continentales officielles uniquement.

Dernière mise à jour le 7 juin 2024.
Paul Ravier, né le 28 novembre 1996, est un joueur français de rugby à XV évoluant au poste de demi de mêlée.

## Biographie
Paul Ravier commence la pratique du rugby à XV dans le club isérois de Saint-Savin en 2007,. Il quitte son club formateur en 2011 pour rejoindre l'école de rugby du club professionnel du CS Bourgoin-Jallieu ; lors de la saison 2014-2015, il joue au RC Toulon avant de revenir à Bourgoin-Jallieu l'année suivante.
En 2016, il intègre l'US bressane voisine. Lors de la saison 2017-2018, Ravier joue ses premiers matchs avec l'équipe première, en Fédérale 1. L'US bressane remporte la finale d'accession à l'issue de la saison ; Ravier fait alors partie du groupe bressan participant à la Pro D2 la saison suivante.
À l'intersaison 2019, il s'engage avec l'AS Mâcon, évoluant alors en Fédérale 1.
Après deux saisons en Saône-et-Loire, Ravier rejoint la Haute-Garonne, s'engageant avec Blagnac Rugby, pensionnaire de Nationale,. Pluriactif comme ses coéquipiers blagnacais, il continue d'exercer son métier de commercial malgré le statut semi-professionnel de la division.
En 2023, il s'engage avec l'US Dax tout juste promue en Pro D2, signant un contrat de deux saisons. En cours de saison 2024-2025, ce dernier est renouvelé pour deux années supplémentaires.

## Palmarès
- Championnat de France de Fédérale 1 :
  - Vice-champion : 2018[note 1].